# Charles Barbant
Pour les articles homonymes, voir Barbant.
Charles Barbant, né le 15 juillet 1844 à Paris, ville où il est mort le 10 mai 1921, est un graveur sur bois et illustrateur français qui possédait un important atelier à Paris.

## Biographie
Charles Barbant est le fils et l'élève du graveur Nicolas Barbant dit l'aîné (1806-1879), avec qui il s'associe de 1863 à 1866 après avoir travaillé pour Jean Best. Il épouse Louise Angélina en 1871, fille de Jean Gauchard, puis, veuf, se remarie en mars 1894 avec son élève Marie Juliette Aliot. Son atelier est l'un des plus importants de Paris et il se spécialise en xylogravure de reproduction. 

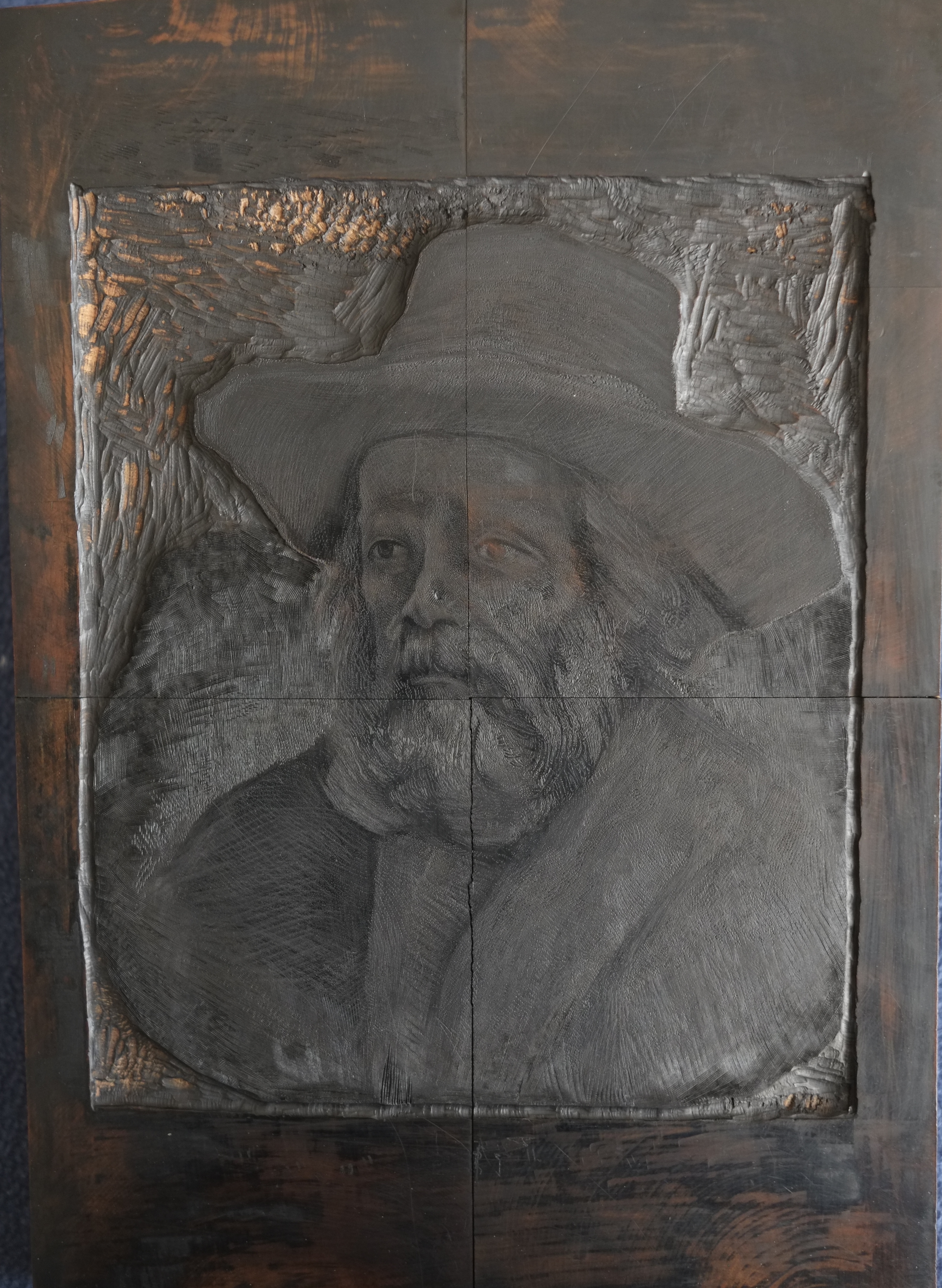
L'homme au chapeau, dessin anonyme, Bois debout gravé, Graveur Charles Barbant. Collection familiale.

Il forme un petit cercle de graveurs avec Charles Laplante, Henri Théophile Hildibrand, Fortuné Méaulle qui travaille pour Louis Hachette.
Entre 1869 et 1882, il est surtout réputé pour graver les illustrations de quelques-uns des chefs-d’œuvre de Jules Verne, aux côtés de dessinateurs comme Léon Benett, Jules Férat, Henri de Montaut, Édouard Riou, Georges Roux.
En 1880, il forme Gōda Kiyoshi, qui deviendra l'un des maîtres de la gravure sur bois de style occidental au Japon.
Il participe à d'autres ouvrages, notamment publiés par l'imprimerie Mame, en tant que graveur pour des dessins conçus par : Émile Bayard, Horace Castelli, Charles Édouard Delort, Eugène Girardet, Adrien Marie, Henri Meyer, Felician Myrbach, Achille Sirouy, Osvaldo Tofani, etc.
Certaines de ses gravures sont parues dans des périodiques comme Le Tour du monde et s'inspirent parfois de photographies.
Il a un fils, Auguste Barbant, devenu aussi graveur, et une fille, Blanche, qui épousa l'illustrateur brésilien Henrique Alvim Corrêa.
De son mariage avec Louise Gauchard naît aussi Jeanne Paule Julie, qui épouse le 26 avril 1892 le compositeur Edmond Missa.
Il meurt le 10 mai 1921 en son domicile dans le 11e arrondissement de Paris.

## Œuvre

### Ouvrages illustrés
- Thomas Mayne Reid, Les planteurs de la Jamaïque, Paris, Hetzel, 1874.
- Jules Verne, Un hivernage dans les glaces, Paris, Hetzel, 1874.
- Jules Verne, L'Île mystérieuse, dessins de Jules Férat,  Paris, Hetzel, 1874.
- Jules Verne, Michael Strogoff, dessins de Férat, Paris, Hetzel, 1876.
- Jules Verne, Les Indes noires, dessins de Férat,  Paris, Hetzel, 1877.
- Jules Verne, Un capitaine de quinze ans, dessins de Henry Meyer, Paris, Paris, Hetzel, 1878.
- L'Arioste, Roland furieux, dessins de Gustave Doré, Paris, Hachette, 1879, in-folio
- Lucien Biart, La Frontière indienne : Les voyages involontaires, Paris, J. Hetzel, 1880.
- Victor Adolphe Malte-Bru, Le Département de l'Eure, 1882.
- Charles Deslys, La Mère aux chats, Hachette, 1885.
- Jane Dieulafoy, À Suse. Journal de fouilles. 1884-1886, Paris, L. Hachette, 1888.
- Joséphine Colomb, Les révoltes de Sylvie, Hachette, 1889
- Gaston Vuillier, Les îles oubliées, Paris, Hachette, 1893.
- Léon Cahun, La Bannière bleue, Hachette, 1925.

### Portfolios
- avec Ernest Boetzel : Le lac de Genève : album composé de 39 gravures sur bois dessinées d'après nature et entièrement inédites, Paris, J. Bonaventure , [ca 1880].